# Roger Walkowiak
Roger Walkowiak (Montluçon, 2 de març de 1927 - Vichèi, 6 de febrer de 2017) va ser un ciclista francès que fou professional entre 1951 i 1960, durant els quals va aconseguir 11 victòries.
El seu major èxit professional fou la victòria al Tour de França de 1956, el qual va guanyar gràcies a una escapada en una etapa plana en què va obtenir una renda de més de 18 minuts que li van servir per aconseguir el triomf final. Des de llavors es coneix el terme guanyar a la walkowiak o a la Walko a guanyar gràcies a una gran renda de temps obtinguda en alguna etapa plana i sent un ciclista poc conegut.
Altres victòries destacades foren dues victòries d'etapa a la Volta a Espanya.

## Palmarès
- 1952
  - Vencedor d'una etapa al Tour de l'Oest
- 1955
  - 1r a Guéret
  - 1r a Montluçon
  - 1r a Commentry
  - 1r a Sardent
- 1956
  - 1r al Tour de França
  - 1r a Bourganeuf
  - Vencedor d'una etapa a la Volta a Espanya
- 1957
  - Vencedor d'una etapa a la Volta a Espanya
- 1958
  - 1r a Pontivy
- 1959
  - 1r a Creusot

### Resultats al Tour de França
- 1951. 57è de la classificació general
- 1953. 47è de la classificació general
- 1956. 1r de la classificació general
- 1957. Abandona (18a etapa)
- 1958. 75è de la classificació general

### Resultats a la Volta a Espanya
- 1956. Abandona (16a etapa). Vencedor d'una etapa
- 1957. 15è de la classificació general i vencedor d'una etapa